# Losdolobus ybypora
Espèce
Losdolobus ybypora est une espèce d'araignées aranéomorphes de la famille des Orsolobidae.

## Distribution
Cette espèce est endémique du Rio Grande do Sul au Brésil,. Elle se rencontre vers São Francisco de Paula.

## Description
Le mâle holotype mesure 2,70 mm et la femelle paratype 3,10 mm.

## Publication originale
- Brescovit, Bertoncello, Ott & Lise, 2004 : Description and ecology of two new species of the Brazilian spider genus Losdolobus Platnick & Brescovit (Araneae, Dysderoidea, Orsolobidae). Revista Ibérica de Aracnología, vol. 9, p. 249-257 (texte intégral).